# Paternoster (pompa)
Urządzenie służące do odwadniania – pompa wodna, stosowane w czasach średniowiecza i kilka wieków później, najczęściej w kopalniach. Składające się z rury drewnianej sięgającej poniżej lustra wody. Przez nią prowadzona była lina lub łańcuch z przymocowanymi kubłami, najczęściej wykonanymi ze skóry, które po napełnieniu wodą były unoszone do góry i przy nawrocie opróżniane. Siłę napędową stanowili ludzie bądź zwierzęta napędzające kierat lub deptak. Wydajność tych urządzeń nie przekraczała 20 m³/godz.
Jedno z takich urządzeń można oglądać w Kopalni Soli w Wieliczce.